# Beaufort (Nord)
Beaufort é uma comuna francesa na região administrativa de Altos da França, no departamento do Norte. Estende-se por uma área de 12.76 km². Em 2010 a comuna tinha 1 027 habitantes (densidade: 80,5 hab./km²).